# Mitznefet (camuflagem)
O mitznefet (em hebraico:  מִצְנֶפֶת, lit. "gorro") é uma capa de capacete de infantaria utilizada pelas Forças de Defesa de Israel a partir de 1994. É consideravelmente maior do que o capacete que cobre, dando a impressão de um chapéu de chefe de cozinha. Sua finalidade é quebrar a silhueta distinta de uma cabeça com capacete para auxiliar na camuflagem dos soldados.

## História
Foi inicialmente adotado na década de 1990 para a guerra de guerrilha nas terras arborizadas e arbustivas do sul do Líbano, tornando-se gradualmente uma ferramenta de camuflagem com duas variantes, uma para o deserto e outra para terrenos arborizados. Também evita o reflexo da luz no capacete e protege o usuário dos raios solares.
Seu nome vem do termo mitznefet que designa o turbante usado pelo sumo sacerdote do Templo de Jerusalém, vindo ele mesmo da palavra hebraica para “embrulhar”. Em 2015, foi noticiado que as coberturas seriam fornecidas às Forças Armadas da Ucrânia.

## Desenho
A cobertura é facilmente removível e pode ser fixada ao capacete enquanto dobrada. Além disso, a maior parte da cobertura pode ser puxada para baixo para sombrear e proteger qualquer lado da cabeça do usuário da exposição direta à luz solar.
É confeccionado em tecido de malha reversível, sendo um dos lados com pintura camuflada florestal e o outro lado com pintura marrom desértico. Em 2013, a fabricante Agilite anunciou uma nova versão em MultiCam. De acordo com a Agilite, a malha reversível é possível graças a um processo de impressão especial desenvolvido pelos especialistas israelenses em camuflagem da Fibrotex.